# Moon Over Miami
Moon Over Miami is een Amerikaanse filmkomedie uit 1941 onder regie van Walter Lang. De film werd destijds in Nederland uitgebracht onder de titel Golddiggers van Miami.

## Verhaal
De zussen Kay, Susan en Barbara Latimer hopen dat ze een enorm fortuin zullen erven, maar de erfenis blijkt uiteindelijk bedroevend klein. Om aan geld te komen verhuizen ze van Texas naar Miami om daar op rijke mannen te jagen. Susan en Barbara doen zich voor als de bediendes van de rijke Kay. Zo trekken ze de aandacht van twee knappe, vermogende vrijgezellen. Door hun leugens raken ze al vlug in de problemen.

## Rolverdeling
| Acteur              | Personage       |
| ------------------- | --------------- |
| Don Ameche          | Phil O'Neil     |
| Betty Grable        | Kay Latimer     |
| Robert Cummings     | Jeffrey Boulton |
| Carole Landis       | Barbara Latimer |
| Jack Haley          | Jack O'Hara     |
| Charlotte Greenwood | Susan Latimer   |
| Cobina Wright       | Connie Fentress |
| Lynne Roberts       | Jennie May      |
| Robert Conway       | Mijnheer Lester |
| George Lessey       | William Boulton |
| Jack Cole & Co.     | Dansers         |
| Robert Greig        | Brearley        |
| Minor Watson        | Reynolds        |
| Fortunio Bonanova   | Mijnheer Pretto |
| George Humbert      | Eigenaar        |